# Leptosphaeria duplex
Leptosphaeria duplex är en svampart som först beskrevs av James Sowerby, och fick sitt nu gällande namn av Pier Andrea Saccardo 1883. Leptosphaeria duplex ingår i släktet Leptosphaeria och familjen Leptosphaeriaceae.   Inga underarter finns listade i Catalogue of Life.